# 일방주의
일방주의(Unilateralism) 또는 단독주의는 일방적인 행동을 지지하는 모든 교리나 의제이다. 그러한 조치는 다른 당사자를 무시하는 것일 수도 있고, 다른 당사자가 동의하지 않을 수 있는 방향에 대한 약속의 표현일 수도 있다. 한마디로 일방주의는 1926년부터, 특히 일방적인 군축과 관련하여 입증됐다. 현재의 더 넓은 의미는 1964년에 나타났다. 이는 동맹국과 함께 외교 정책 목표를 추구하는 다자주의와 대조된다.
일방주의와 다자주의는 국제 문제에 대한 서로 다른 정책 접근 방식을 나타낸다. 예를 들어 국제 무역 정책의 맥락에서 여러 당사자의 합의가 절대적으로 필요한 경우 일방주의 지지자들은 일반적으로 양자 간 합의(한 번에 두 명의 참가자가 참여하는)를 선호한다.
협력 없이 해결될 수 있는 문제와 같이 일방주의가 가장 효율적이라고 간주되는 경우에는 일방주의가 선호될 수 있다. 그러나 정부는 일방주의 또는 다자주의를 기본적으로 선호할 수도 있으며, 예를 들어 일방적으로 해결될 수 있었던 문제에 대한 다자간 해결책을 옹호하기 위해 일방적으로 또는 대안적으로 실현될 수 없는 정책을 피하려고 노력할 수도 있다.
첫 번째 조치인 일방주의는 공격적 행위 또는 강경파 행위로 볼 수 있으며, 일방적 제재는 유엔 헌장을 위반하고 개발도상국의 발전을 저해한다.
일방적 행동은 종종 민족주의적 경향과 다른 국가의 개입 의도에 대한 강한 불신을 가진 독립적인 지도자들을 대신하여 선출된다. 최근 몇 년 동안 일방적인 행동은 민족주의, 보호주의, 다자적 접근을 구현하는 제도에 대한 거부와 인접해 있다. 즉, 미국은 2010년대 중반 세계무역기구(WTO)의 다자간 이익에 반하여 보호주의 무역 정책을 채택했다.
일방주의는 정당한 사유가 없다면 세계 안보의 기반이 되는 주권과 영토 보전의 평화적 유지를 방해할 가능성이 있다. 소규모 국가에 대한 일방적인 강압 조치는 지속 가능한 개발 목표에 부담을 준다. 예를 들어 쿠바에 대한 미국의 금수조치와 같이 임의로 부과된 경제 제재가 포함된다.
일반적으로 정부는 유럽 협조 기간 동안 여러 번 그랬던 것처럼 다자간 계획과 제도의 강화를 통해 최종 또는 중기 목표가 달성된다고 주장할 수 있다.

## 같이 보기
- 양자주의
- 다자주의